# Jacob Fidelis Ackermann
Jacob Fidelis Ackermann (23 de abril de 1765 - 28 de octubre de 1815) fue un botánico y profesor de anatomía y cirugía alemán.

## Biografía
Ackermann nació en Rüdesheim am Rhein. Comenzó sus estudios en Wurzburgo y se doctoró en Maguncia en 1787. Tras numerosos viajes de investigación, en 1789 fue ascendido a profesor privado de medicina forense. Adquirió la cátedra regular de botánica y más tarde la de anatomía cuando Samuel Thomas von Sömmering renunció a su cargo.
En 1798 la universidad fue disuelta. Ackermann se convirtió en presidente y primer profesor de una escuela especial de medicina recién fundada. En 1803, Ackermann llevó a cabo investigaciones y experimentos con el recién decapitado Johannes Bückler, conocido como "Schinderhannes", y sus seguidores directamente bajo la guillotina. Por encargo de la "Medizinische Privatgesellschaft zu Mainz", el objetivo era utilizar descargas eléctricas, entre otras cosas, para determinar cuándo el cuerpo humano estaba realmente muerto. Posteriormente, Ackermann utilizó los huesos de Schinderhannes como objeto de investigación científica. Por primera vez preparó el esqueleto sin la ayuda de alambres: se mantenía en su sitio gracias a los tendones. Más tarde se llevó el esqueleto consigo cuando fue destinado a la Universidad de Heidelberg. En 1804 aceptó la convocatoria como profesor de anatomía y cirugía en Jena, sucediendo a Justus Christian Loder. Al año siguiente, se convirtió en profesor de anatomía y fisiología en Heidelberg. Allí, Ackermann se hizo cargo de la cátedra de anatomía y fisiología, abogó con vehemencia por la construcción de un nuevo teatro anatómico y contribuyó a la creación de una policlínica, de la que fue el primer director. En Heidelberg, Ackermann se hizo un nombre como fundador y promotor de diferentes institutos como el Anatomical Theatre y la policlínica.
Ackermann fue un científico activo en muchos campos. Fue partidario de la quimiatría. Como científico, Ackermann siempre se opuso a su colega Franz Joseph Gall (y a su frenología). En febrero de 1807, Gall y Ackermann tuvieron un encuentro científico en el Teatro Anatómico de Heidelberg, durante el cual Ackermann se comportó de forma poco profesional. Gritó a Gall y argumentó de forma incoherente. También presentó especímenes que no apoyaban realmente sus argumentos. La prensa local hizo honor a ello dando fe del comportamiento superior de Gall. En 1812 fue nombrado miembro correspondiente de la Academia Prusiana de Ciencias.
Al final del semestre de verano de 1815, Ackermann viajó a su pequeña mansión en los alrededores de Rüdesheim, como era su costumbre. Allí enfermó de nefritis y murió poco después.
Sus contemporáneos describían a Ackermann como una persona muy culta, pero también muy corpulenta. Aunque pesaba 136 kg, se decía que era capaz de saltar largas distancias sobre una pierna mientras silbaba alegremente.
Además de sus publicaciones, la ciudad de Heidelberg conserva una rareza especial de manos de Jacob Ackermann: el esqueleto disecado del caudillo rebelde Schinderhannes, muy conocido gracias a las novelas de Carl Zuckmayer .

## Publicaciones
- Über die Kreuzung der Sehnerven, Bibliografía médica de Blumbach, 1788, III. 307. 706.
- Gustus organi novissime detecti prodromus, Maguncia, 1790
- Über den Cretinismus, Gotha, 1790
- Darstellung der Lebenskräfte, 2 volúmenes, Frankfurt am Main, 1797, 1800
- Über die Erleichterung schwerer Geburten, Jena, 1804
- Kritik an der Gall'schen Schädel- und Organlehre, Heidelberg, 1806
- De febribus epítome, Heidelberg, 1809
- Über die Natur des Gewächses, 1812
- Commentarii de neurali systematis primordiis, Mannheim, 1813